# Andreas Schulz (Intendant)

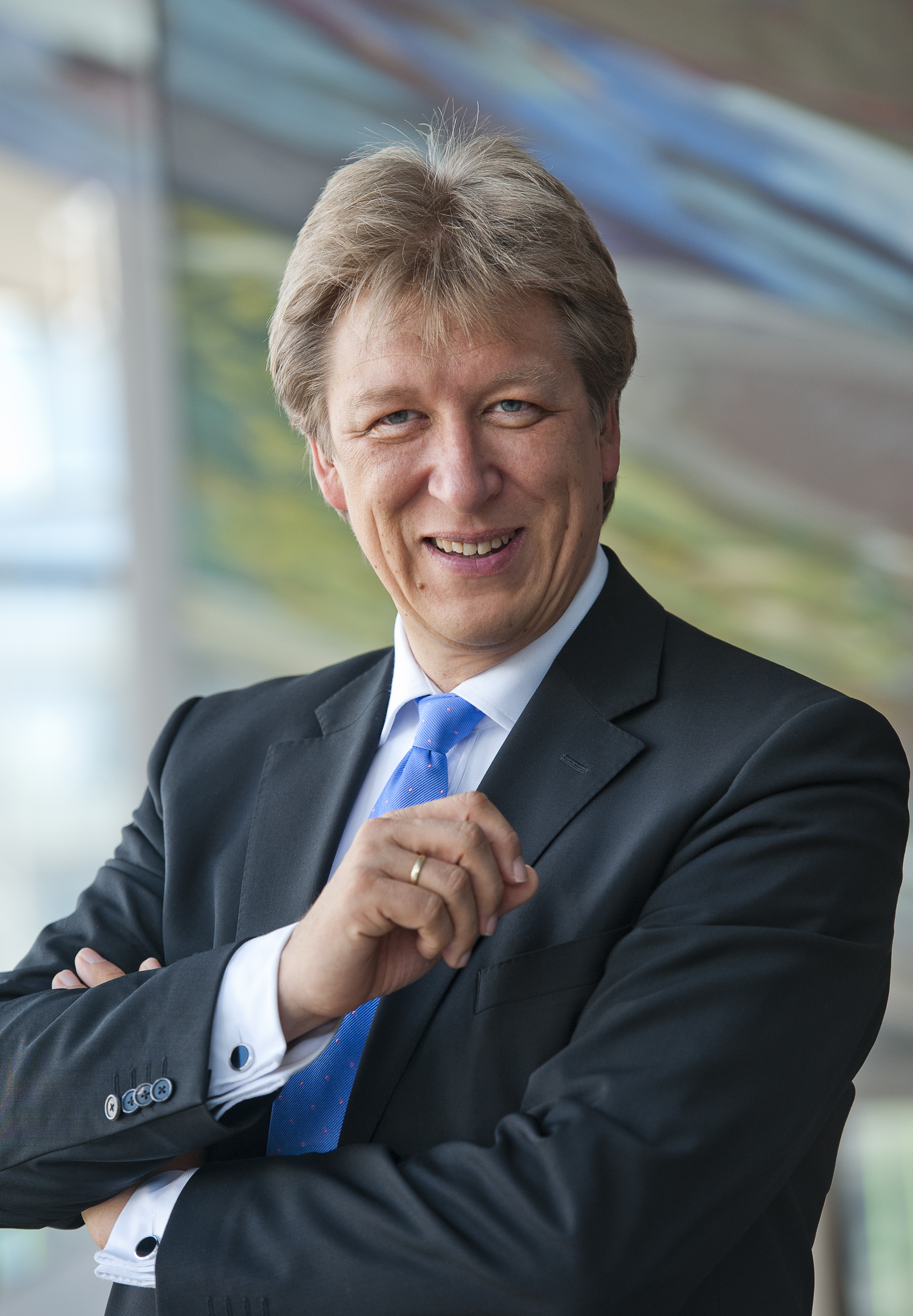
Andreas Schulz, 2008

Andreas Schulz (* 11. Oktober 1961 in Stelle) ist ein deutscher Intendant und Kulturmanager. Seit dem Jahr 1998 ist er Gewandhausdirektor am Gewandhaus zu Leipzig.

## Leben
Schulz wuchs als Sohn eines Pastors und einer Krankenschwester auf. Neben dem Abitur war er als Organist, Posaunenchor- und Singchorleiter in der Kirchenmusik der Selbständigen Evangelisch-Lutherischen Kirche (SELK) in Tarmstedt tätig. Ab 1982 studierte er in Hamburg Musik- und Literaturwissenschaft sowie Musikpädagogik und Erziehungswissenschaft. In dieser Zeit nahm er von 1983 bis 1985 Dirigierunterricht und war neben dem Studium von 1985 bis 1994 Chorleiter verschiedener Chöre in Hamburg.
Schulz ist verheiratet und hat fünf Kinder.

## Berufliche Laufbahn

### Schleswig-Holstein Musik Festival
Beim Schleswig-Holstein Musik Festival war Schulz von 1987 bis 1989 zunächst als Assistent der Meisterkurse für deren pädagogische Bereiche in der Musikhochschule Lübeck und der Orchesterakademie auf Schloss Salzau verantwortlich. Anschließend hatte er von 1989 bis 1992 die Position des Managing Directors der Meisterkurse des Festivals inne. In dieser Zeit erfüllte er zudem Lehraufträge für Kulturmanagement an der Hochschule für Musik und darstellende Kunst Hamburg (1992) sowie der Musikhochschule Lübeck (1992/93). Im Jahr 1994 war er Managing Director des Festivalorchesters auf Schloss Salzau.

### Musikhochschule Lübeck
Von 1992 bis 1993 leitete er das Referat für Veranstaltungswesen und Öffentlichkeitsarbeit an der Musikhochschule Lübeck. Dort war er unter anderem für die Planung, Organisation und Durchführung des Brahms-Festivals 1993, des Wettbewerbes sowie der Rektorenkonferenz der Musikhochschulen im Mai 1993 verantwortlich. Während dieser Zeit verfolgte er außerdem einen Lehrauftrag für Kulturmanagement.

### Die Glocke Bremen
In den Jahren 1995 bis 1997 hatte Schulz die Position des Geschäftsführers der Glocke Veranstaltungs-GmbH inne. Nach Sanierung und Wiedereröffnung des Bremer Konzerthauses gelang ihm durch eine neuartige Programmgestaltung die internationale Positionierung des Hauses.

### Gewandhaus zu Leipzig
Seit 1998 ist Schulz Gewandhausdirektor (Intendant) am Gewandhaus zu Leipzig und organisiert damit das künstlerische Management des Gewandhausorchesters und des Gewandhauses. In dieser Position arbeitete er mit den Dirigenten Herbert Blomstedt, Riccardo Chailly und Andris Nelsons zusammen, welcher seit der Saison 2017/2018 das Amt des 21. Gewandhauskapellmeisters innehat. Am 13. Dezember 2023 hat der Leipziger Stadtrat der Verlängerung des Vertrages von Gewandhausdirektor Andreas Schulz ohne Enthaltungen einstimmig bis zum 31. Juli 2028 zugestimmt. Sein aktueller Vertrag wurde im Februar 2019 vom Leipziger Stadtrat bestätigt und läuft bis zum Sommer 2025.

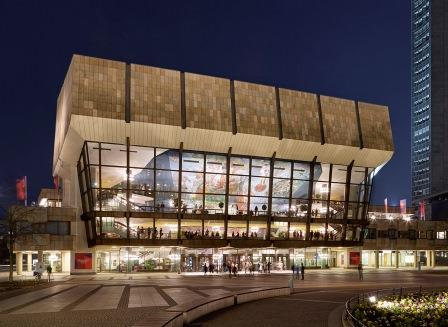
Gewandhaus zu Leipzig

Während seiner Zeit als Gewandhausdirektor bewirkte Schulz Vertragsabschlüsse mit Riccardo Chailly und Andris Nelsons. Darüber hinaus war er maßgeblich an der Initiierung des Internationales Mahler-Festival 2011 in Leipzig sowie der Mendelssohn-Festtage beteiligt, die bis 2016 jährlich veranstaltet wurden. Kurz nach seinem Amtsantritt leitete er den Ausbau einer eigenen Abteilung für Musikvermittlung am Gewandhaus zu Leipzig in die Wege, die seitdem Projekte mit Kindern, Familien und jungen Erwachsenen verwirklicht und damit im Jahr 2017 in insgesamt 92 Veranstaltungen rund 11.700 Besucher erreicht hat. Zur Saison 2004/2005 begründete Andreas Schulz zusammen mit der Leipziger Hochschule für Musik und Theater „Felix Mendelssohn Bartholdy“ die gemeinsame Mendelssohn-Orchesterakademie und setzte damit die von Felix Mendelssohn Bartholdy initiierte, tradierte Verbindung zwischen der HMT Leipzig und dem Gewandhausorchester fort.
Schulz ist Initiator neuer Konzertformate am Gewandhaus zu Leipzig. So organisierte er kurz nach seinem Amtsantritt das Crossover-Festival Strings of Fire (2001–2003). Im Jahr 2006 rief er die Audio Invasion ins Leben (bis 2017 jährlich). Im Rahmen dieses Festivalformats fanden sich Künstler der Elektro- und Popszene im Leipziger Gewandhaus ein. Er startete in der Gewandhaussaison 2017/18 das Konzertprojekt Two Play To Play, in dem Musiker des Gewandhauses mit Musikern der Freien Szene gemeinsam an der Entstehung eines neuen Werks arbeiten und ihren musikalischen Schaffensprozess für die Öffentlichkeit zugänglich machen sollen. Schulz initiierte außerdem das Open-Air-Festival Klassik Airleben im Leipziger Rosental, welches seit 2009 stattfindet. Schulz initiierte eine Kooperation zwischen dem Boston Symphony Orchestra und dem Gewandhausorchester, in der die beiden Orchester seit der Gewandhaussaison 2017/2018 in den Bereichen Spielplangestaltung, Ausbildung und Personalgestaltung eng zusammen arbeiten.
Mit der Konzipierung eines Marketingkonzepts für das Gewandhausorchester verhinderte er zudem einen Rückgang der Abonnentenzahlen. So sank die Zahl der Abonnenten von 1991/1992 bis 1999/2000 von 9527 auf 7677 Personen und stieg in den Folgejahren (bis 2001/2002) um 41 % auf 10861 Personen an.
Zusammen mit der HHL Leipzig Graduate School of Management veranlasste Schulz im Jahr 2015 eine Studie zur Umwegrentabilität des Gewandhauses. Sie belegt die positive wirtschaftliche Bedeutung des Gewandhauses für die Stadt Leipzig und gilt als erste detaillierte und wissenschaftlich fundierte Studie in Deutschland, die für ein einzelnes Konzerthaus vorgelegt wurde.
Um dem steigenden Bedarf an Drittmitteln gerecht zu werden, gründete Schulz den Gewandhausorchester Sponsors Club. Als zeitgemäße Komplettierung und als langfristig tragende Säule der Finanzarchitektur des Gewandhausorchesters wurde auf Initiative von Schulz 2023 die „Stiftung Zukunft Gewandhaus zu Leipzig“ ins Leben gerufen. Im Rahmen einer konstituierenden Sitzung wurde die Stiftung am 2. November 2023 in Leipzig gegründet. Am 7. Dezember 2023 wurde die Stiftung von der Stiftungsbehörde der Landesdirektion Sachsen als rechtsfähig anerkannt. Der satzungsmäßige Zweck der Stiftung ist die Förderung von Kunst und Kultur, insbesondere Musik, des internationalen und nationalen kulturellen Austauschs sowie die Förderung der musikalischen Bildung, Erziehung und Musikvermittlung für alle Alters- und Zielgruppen, die Förderung der Wissenschaft und Forschung und die Förderung mildtätiger Zwecke.

## Lehrtätigkeit und Mitgliedschaften
Seit 2001 lehrt Schulz als Honorarprofessor an der Hochschule Bremen für das Fachgebiet Musik- und Kulturmanagement und nimmt darüber hinaus auch Lehraufträge an der Universität Leipzig wahr. Im Jahr 2007 wurde er Mitglied der Wissenschaftlichen Gesellschaft für Marketing und Unternehmensführung mit Sitz in Leipzig.
Von 2012 bis 2017 war Schulz sächsischer Kultursenator. Darüber hinaus ist er Mitinitiator der Deutschen Konzerthauskonferenz und Gründungsinitiator verschiedener Netzwerke für Marketing und Medien bei Konzerthäusern und Festivals. Er ist Mitbegründer von „The Management Symphony“ (1999) und Mitstifter der Orchesterstiftung der Deutschen Wirtschaft. Neben seiner Jury-Mitgliedschaft in verschiedenen Wettbewerben ist er in mehreren Stiftungen tätig.